# Jacques Nolot
Pour les articles homonymes, voir Nolot.
Jacques Nolot, né le 31 août 1943 à Marciac, (Gers), est un acteur, réalisateur, scénariste et auteur de théâtre français.

## Biographie
Originaire du Gers, Jacques Nolot monte à Paris à l'âge de 17 ans. Souhaitant devenir acteur, il suit des cours de comédie tout en travaillant comme vendeur de légumes, mais connaît vite une période difficile, qui l'amène à devenir prostitué, puis gigolo, « plutôt pour hommes ». Dans les années 1960, il fait plusieurs rencontres déterminantes, dont celle de Roland Barthes (au festival de Cannes de 1964) qui le présente à André Téchiné.
En 1968, Jacques Nolot décide de renouer avec sa vocation d'acteur. Il reprend des cours de comédie, puis commence une carrière d'acteur, d'abord sur les planches, puis comme second rôle au cinéma. Il est également, un temps, courtier en tableaux. À l'âge de trente-cinq ans, il se sépare de son compagnon et, après une période de dépression, décide de passer à l'écriture d'une pièce de théâtre aux accents biographiques, La Matiouette, qui connaît le succès sur les planches, et devient un moyen-métrage réalisé par André Téchiné.
Ami de longue date d'André Téchiné, Jacques Nolot est apparu dans plusieurs films de ce dernier. Outre La Matiouette ou l'arrière-pays, adaptation filmique de sa pièce dans laquelle il tient le rôle principal, il a écrit le scénario de J'embrasse pas qui s'inspire de son parcours.
Il réalise en 1997 son premier long-métrage, L'Arrière-pays, également aux tonalités autobiographiques et qui fait figure de continuation de La Matiouette.
Ses films en tant que réalisateur abordent notamment le sujet, autobiographique, de l'homosexualité.

## Filmographie

### En tant qu'acteur

#### Longs métrages
- 1973 : Le Dingue de Daniel Daert : le vendeur de chemises
- 1980 : Les Charlots contre Dracula de Jean-Pierre Desagnat : non crédité
- 1981 : Hôtel des Amériques d'André Téchiné : figuration
- 1982 : La Passante du Sans-Souci de Jacques Rouffio
- 1983 : Le Bâtard de Bertrand Van Effenterre : l'inspecteur
- 1983 : Archipel des amours, sketch Le Goûter de Josette réalisé par Gérard Frot-Coutaz : Roger
- 1983 : La Matiouette ou l'arrière-pays d'André Téchiné : Alain Pruez
- 1983 : L'Été meurtrier de Jean Becker : Fiero
- 1984 : L'Addition de Denis Amar : Crampon
- 1984 : Viva la vie de Claude Lelouch : l'inspecteur
- 1985 : Les Spécialistes de Patrice Leconte : le gendarme chez Laura
- 1985 : Flash Back de Olivier Nolin : l'épicier
- 1985 : Rendez-vous d'André Téchiné : Max
- 1985 : Train d'enfer de Roger Hanin : Lancry
- 1986 : Rosa la rose, fille publique de Paul Vecchiali : Alex
- 1986 : Le Lieu du crime d'André Téchiné : le Père Sorbier
- 1986 : Zone rouge de Robert Enrico : Pierre Rousset
- 1986 : Douce France de François Chardeaux : Jeannot
- 1987 : Résidence surveillée de Frédéric Compain : Monsieur Pancet
- 1987 : Vent de panique de Bernard Stora : le caissier du restaurant
- 1987 : Les Innocents d'André Téchiné : le médecin
- 1988 : La Comédie du travail de Luc Moullet : le chômeur abattu
- 1988 : Savannah de Marco Pico : l'agent
- 1988 : Le Café des Jules de Paul Vecchiali : Jeannot
- 1988 : Trois places pour le 26 de Jacques Demy : Marcel Amy
- 1989 : Hiver 54, l'abbé Pierre de Denis Amar
- 1990 : Après après-demain de Gérard Frot-Coutaz : le voyageur de commerce
- 1990 : Pentimento de Tonie Marshall : le contrôleur du train
- 1991 : On peut toujours rêver de Pierre Richard : le chauffeur de Charles
- 1992 : Border Line de Danièle Dubroux : Georges Birsky
- 1993 : Ma saison préférée d'André Téchiné : l'homme du cimetière
- 1994 : J'ai pas sommeil de Claire Denis : le spectateur au cinéma
- 1994 : Les Roseaux sauvages d'André Téchiné : Monsieur Morelli
- 1995 : Oublie-moi de Noémie Lvovsky
- 1996 : Les Grands Ducs de Patrice Leconte : Francis Marceau
- 1996 : Le Journal du séducteur de Danièle Dubroux : un patient du psychiatre
- 1996 : Nénette et Boni de Claire Denis : Monsieur Luminaire
- 1997 : Mauvais Genre de Laurent Bénégui : le concierge du Louvre
- 1997 : Artemisia d'Agnès Merlet : l'avocat
- 1998 : L'Arrière pays de Jacques Nolot : Jacqui
- 1999 : À mort la mort ! de Romain Goupil : Michel
- 2000 : Sous le sable de François Ozon : Vincent
- 2001 : Café de la plage de Benoît Graffin : Fouad
- 2002 : Les Amants du Nil de Éric Heumann : Charles Frendo
- 2002 : La Chatte à deux têtes de Jacques Nolot : le quinquagénaire
- 2005 : Peindre ou faire l'amour d'Arnaud et Jean-Marie Larrieu : Michel
- 2007 : Les Témoins d'André Téchiné : le patron de l'hôtel
- 2007 : Avant que j'oublie de Jacques Nolot : Pierre Pruez
- 2007 : 72/50 d'Armel de Lorme et Gauthier Fages de Bouteiller
- 2009 : Les Derniers Jours du monde d'Arnaud et Jean-Marie Larrieu : docteur Abeberry
- 2009 : Au voleur de Sarah Petit : Manu
- 2011 : L'Apollonide : Souvenirs de la maison close de Bertrand Bonello : Maurice, un client
- 2011 : La Ligne blanche d'Olivier Torres : Serge
- 2012 : Les Chants de Mandrin de Rabah Ameur-Zaïmeche : le marquis
- 2012 : Les Adieux à la reine de Benoît Jacquot : Monsieur de Jolivet
- 2013 : Spiritismes de Guy Maddin
- 2013 : Michael Kohlhaas d'Arnaud des Pallières : l'avocat
- 2013 : Gare du Nord de Claire Simon : client de Mario
- 2015 : La Chambre interdite de Guy Maddin : le ministre
- 2017 : Les Fantômes d'Ismaël d'Arnaud Desplechin : Claverie
- 2018 : Un couteau dans le cœur de Yann Gonzalez : Monsieur Vannier
- 2018 : Les Grands Squelettes de Philippe Ramos : lui-même
- 2019 : L'Adieu à la nuit d'André Téchiné : le logeur de Lila
- 2019 : Vif-Argent de Stéphane Batut : le vieux fantôme
- 2019 : Terminal Sud de Rabah Ameur-Zaïmeche : le directeur de l'hôpital
- 2021 : Le Monde après nous de Louda Ben Salah-Cazanas : Jacques
- 2021 : Tout s'est bien passé de François Ozon : Robert

#### Courts métrages
- 1981 : Le Goûter de Josette de Gérard Frot-Coutaz : Roger
- 1985 : Le Tiers providentiel de Gérard Frot-Coutaz
- 1985 : Hypothèse d'un soir de Marie-Christine Fieni
- 1986 : Manège de Jacques Nolot : Max
- 1990 : Carré de Stéphane Caruel
- 1992 : La Robe de cerceau de Claire Denis
- 1993 : La Vis de Didier Flamand : un dessinateur
- 1994 : Pas de perdant de Franck Saint-Cast
- 2010 : Ea3 de Vincent Dieutre
- 2014 : Le Miel est plus doux que le sang de Colia Vranici
- 2017 : Enfant chéri de Valérie Mrejen et Bertrand Schefer : Jacques, le père
- 2018 : La Nuit d'Ismaël d'Ozal Emier : client de bar

#### Téléfilms et séries télévisées
- 1984 : Série noire : J'ai bien l'honneur de Jacques Rouffio : Villot

### En tant que réalisateur
- 1986 : Manège (court-métrage)
- 1997 : L'Arrière pays
- 2002 : La Chatte à deux têtes
- 2007 : Avant que j'oublie

### En tant que scénariste
- 1983 : La Matiouette ou l'Arrière-pays d'André Téchiné (d'après sa propre pièce de théâtre; également comédien)
- 1988 : Le Café des Jules de Paul Vecchiali (également comédien)
- 1991 : J'embrasse pas d'André Téchiné

Ainsi que ses propres films en tant que réalisateur.

## Théâtre
- 1973 : Célébration (des Deux Orphelines) en forme de récupération (du Second Empire) de François Cazamayo, Claire-Lise Charbonnier et Bernard Mathieu, mise en scène Guy Kayat, Théâtre 71 Malakoff
- 1975 : Safari dans un placard de Alain Bernier et Roger Maridat, mise en scène Nicolas Bataille et Jacques Legré, Théâtre La Bruyère
- 1981 : La Matiouette ou l'arrière-pays (auteur et interprète)
- 1992 : Légendes de la forêt viennoise d'Ödön von Horváth, mise en scène André Engel, MC93 Bobigny